# ديميتار ميراكوفسكي
ديميتار ميراكوفسكي (بالمقدونية: Димитар Мираковски)‏ مواليد 14 مايو 1981 في جمهورية يوغوسلافيا الاشتراكية الاتحادية، هو لاعب كرة سلة مقدوني. بدأ مسيرته الاحترافية في سنة 1999. يلعب في الدوري المقدوني لكرة السلة كلاعب هجوم خلفي. يحمل الرقم 5. يبلغ طوله 5 قدم 10 بوصة (1.8 م).

## روابط خارجية
- ديميتار ميراكوفسكي على موقع الاتحاد الدولي لكرة السلة (الإنجليزية)
- ديميتار ميراكوفسكي على موقع كرة السلة الأوروبية.كوم (الإنجليزية)
- ديميتار ميراكوفسكي على موقع ريلجم (الإنجليزية)
- ديميتار ميراكوفسكي على موقع بروبوليرز (الإنجليزية)